# 措岑湖
53°14′33″N 12°48′45″E / 53.242414°N 12.812634°E

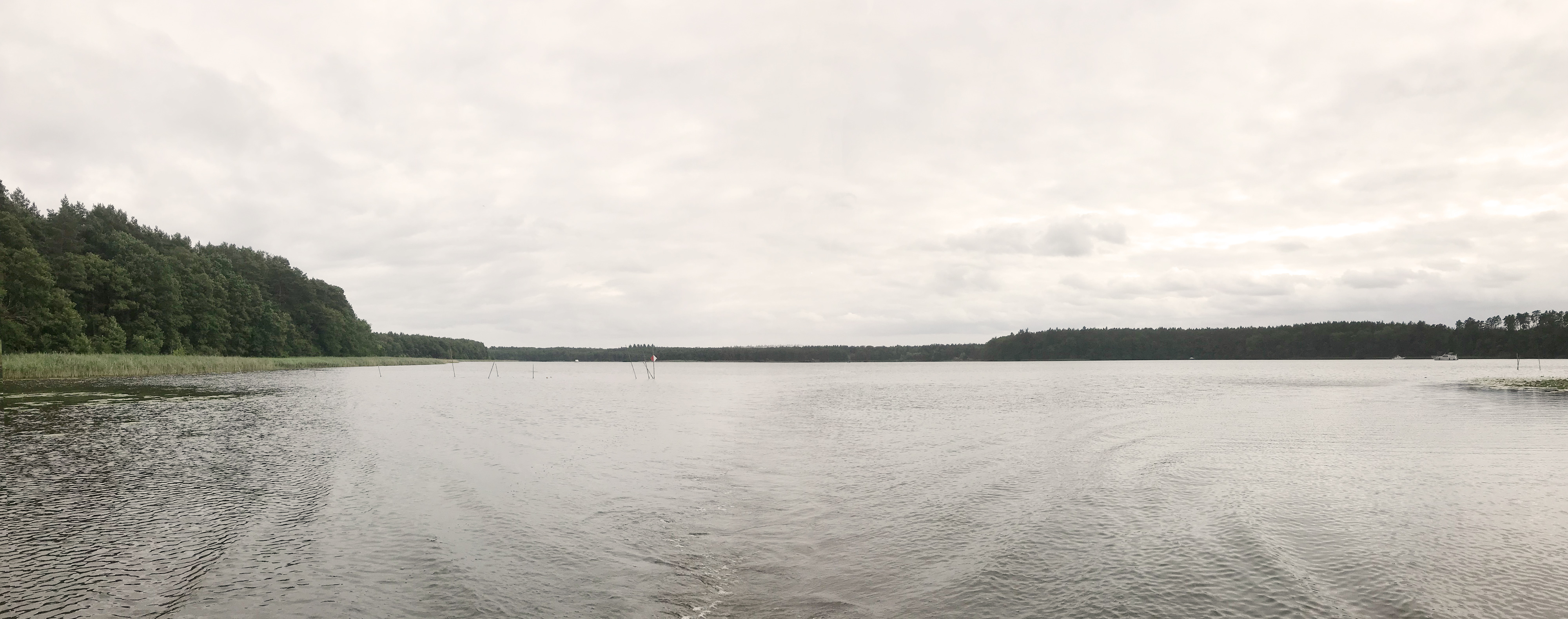

措岑湖（德語：Zotzensee），是德國的湖泊，位於該國東北部梅克倫堡-前波美拉尼亞州，由梅克倫堡湖區郡負責管轄，長1.9公里、寬0.5公里，面積1.3平方公里，海拔高度59米。